# Парісатида II
Парісатида II, також Парісата II — наймолодша дочка перського царя Артаксеркса III, дружина Александра Великого з 324 до н. е. під час Весілля в Сузах. Імовірно, вбита дружиною Александра Роксаною в 323 до н. е.

## Біографія
Парісатида була молодшою дочкою Артаксеркса III Перського. Після вбивства батька в 338 до н. е. розпочався нетривалий період правління її брата її Артаксеркса IV (також відомий як Арсес). Його здолав троюрідний брат Дарій III в 336 до н. е. Цілком ймовірно, що після смерті батька Парісатида і її сестри продовжували жити при перському дворі. В ході кампанії Дарія проти вторгнення Александра Великого, Парісатида і її сестри, поряд з багатьма іншими представниками перської еліти, супроводжувала перську армію. Після поразки в битві при Іссі 333 до н. е. Парісатиду і більшість її родичів в Дамаску захопив у полон македонський полководець Парменіон.
Цілком можливо, що Парісатида залишилася в замку з жінками із родини Дарія, поки Александр вирушив в похід в Індію. За свідченнями Арріана, в 324 до н. е. Александр одружився з Парісатидою у Сузах (див. Весілля в Сузах). У той же день Александр також одружився зі старшою дочкою Дарія — Статірою. Цими шлюбами Александр зміцнив свої зв'язки з обома гілками перських правителів. Відомо, що весілля тривало п'ять днів. За цей час 90 інших дівчат перської царської крові одружили з македонськими та іншими грецькими солдатами, які були лояльними до Александра.
Після шлюбу не існує жодних додаткових письмових свідчень, які називали б Парісатиду за іменем. Однак деякі історики, в тому числі Елізабет Доннеллі Карні, вважають, що через смерть Статіри Плутарх помилково вважає Парісатіду сестрою Статіри Дріпетидою. За свідченням Плутарха, після смерті Александра в 323 до н. е. його перша дружина Роксана замовила вбивство Статіри та її сестри, з тим щоб закріпити своє та свого сина Александра IV становище. Парісатида також могла стати жертвою розрахунків Роксани, якщо, можливо, була вагітною від Александра.